# Kanton Montguyon
Kanton Montguyon (fr. Canton de Montguyon) je francouzský kanton v departementu Charente-Maritime v regionu Poitou-Charentes. Skládá se ze 14 obcí.

## Obce kantonu
- La Barde
- Boresse-et-Martron
- Boscamnant
- Cercoux
- Clérac
- La Clotte
- Le Fouilloux
- La Genétouze
- Montguyon
- Neuvicq
- Saint-Aigulin
- Saint-Martin-d'Ary
- Saint-Martin-de-Coux
- Saint-Pierre-du-Palais